# Avaš (grad)
Avaš je grad u sredini Etiopije,  centar trgovine Upravne zone 3 u regiji Afar. Smješten je iznad kanjona rijeke Avaš po kojoj je dobio ime. Pored grada je most preko kanjona Avaša preko kojeg ide željeznička pruga Džibuti - Adis Abeba.
Prema podacima Središnje statističke agencije Etiopije za 2005., Avaš je imao ukupno 11,053, stanovnika (5,748 muškaraca i 5,305 žena).

## Povijest
Željezni most sagrađen je na današnjem mjestu preko kanjona rijeke Avaš za cara Menelika II. Gradnju je vodio carev miljenik švicarski inženjer Alfred Ilg 1890-ih; ovaj most zamijenjenio je stariji drveni. Graditelji su imali velike poteškoće kod prijevoza željeznih nosača od luke Džibuti, do gradilišta, ali kad su nosači stigli most je završen za deset dana.
Avaš je kao trgovište narastao od kako je do njega stigla pruga, i izgrađen željeznički kolodvor 1917. U gradu je sagrađen i hotel za putnike, koji bi prenoćili u Avašu, jer vlak nije prometovao noću.  U gradu je otvoren četvrti poštanski ured u Etiopiji (nakon Harara, Dire Dawe i Adis Abebe) 1. rujna 1923.
Za vrijeme talijanske okupacije Etiopije, Avaš nije puno nazadovao, niti napredovao. Grad su oslobodile britanske jedinice u travnju 1941.  (1. afrička divizija, 22. brigade istočne Afrike) tad je Avaš pretrpio najveću štetu, jer su Talijani prilikom povlačenja porušili željeznički i cestovni most, koji je obnovljen tek 1953.